# Michaela Kalantja
Michaela Kalantja, född 5 juli 1994, är en rysk konstsimmare. Vid VM i Budapest 2017 vann hon ett guld och ett silver i mix par tillsammans med Aleksandr Maltsev.